# Punta de la Tossa (Tivenys)
La Punta de la Tossa és una muntanya de 521 metres que es troba al municipi de Tivenys, a la comarca catalana del Baix Ebre.